# Revisions- og Forvaltnings-Institutet
Revisons- og Forvaltnings-Institutet A/S (RFI) var en dansk revisionsvirksomhed. Den blev stiftet 1912 i København som et børsnoteret aktieselskab. I 1920 fik firmaet et imponerende hovedsæde på hjørnet Vestre Boulevard (fra 1954: H.C. Andersens Boulevard) og Hammerichsgade tegnet af Albert Oppenheim og nu kendt som Deloitte-huset.
I 1923 overtog RFI Revisionskontoret i Aarhus, der var grundlagt 1901. I 1953 blev Revisions-Institutets Fond stiftet med det formål at bevare RFI som en uafhængig revisionsvirksomhed. I 1977 fik RFI et landsdækkende net af revisorkontorer.
I 1987 indløste Revisions-Institutets Fond samtlige mindretalsaktionærer for 30 mio. kr. og blev dermed eneaktionær. Børsnoteringen af RFI's aktier ophørte. I 1990 fusionede RFI med Schøbel & Marholt under det sidstnævnte navn, men skiftede i 1994 navn til Deloitte & Touche, nu blot Deloitte.